# Tröckneturm im Sulzerhof

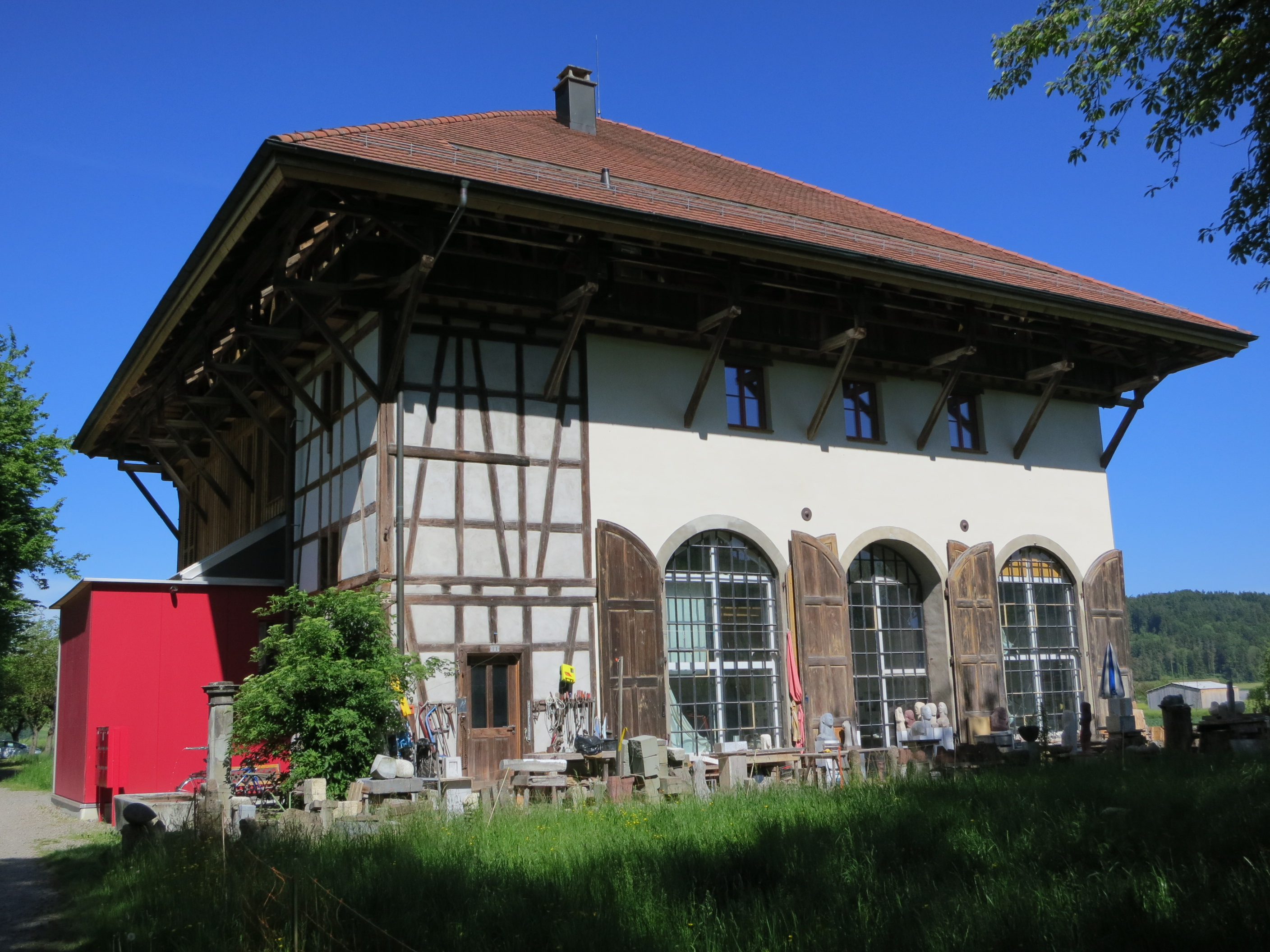
Der Tröckneturm von Südwesten

Der Tröckneturm im Sulzerhof (auch Hänkiturm genannt) ist ein B-klassifiziertes Kulturgut im Kanton Thurgau innerhalb der Gemeinde Aadorf.

## Lage
Der Turm befindet sich jeweils etwa 100 Meter entfernt vom Lauf der Lützelmurg auf der gegenüberliegenden Seite von Aadorf am westlichen Rand des Kantons Thurgau sowie nördlich der Hauptstrasse 7 von Elgg kommend. Er gehört mit seiner wechselvollen Geschichte zum Anwesen «Sulzerhof» und damit zum Besitz des Industriellen und Bankiers Heinrich Sulzer-Steiner.
Der nahezu quadratische Grundriss besitzt seit der Einkürzung des Gebäudes Mitte des 20. Jahrhunderts einen Steinsockel, der die Aussenwände gegen aufsteigende Feuchtigkeit schützt. Die Wetterseite ist mit Holzlatten beplankt, die Schmuckseite (Süden) ist in sichtbarem Fachwerk errichtet, während die übrigen Flächen verputzt sind. Der weit vorkragende Dachstuhl ist diagonal abgestützt, die Dachfläche ist mit Dachpfannen gedeckt.

## Geschichte
Das Anwesen «Sulzerhof» wurde 1833 mit dem Ziel gegründet, dort eine Rotfärberei einzurichten. Der 1847 fertiggestellte Tröckneturm als Obere Warm- und Lufthänge diente zum Trocknen der gefärbten Baumwolltücher. Zur damaligen Zeit gab es schweizweit etwa 18 vergleichbare Betriebe, zwei davon im Thurgau. Der Turm entstand dort auf einer freien, Sulzerwise genannten Wiese, weil auf dem eigentlichen Betriebsgelände unten an der Lützelmurg kein Platz mehr frei war. Auch war hier oben eine bessere Trocknung zu erwarten. Zuvor schon waren die Unteren Lufthänge nahe dem Bachbett errichtet worden, die in der Nacht vom 17. auf den 18. März 1847 bis auf ihre Grundmauern abbrannten, jedoch gleich wieder neu errichtet wurden.
Die Gebäude Obere Lufthänge erhielt mit seiner Errichtung eine eigene Feuerrohr-Heizanlage zur Trocknung; ein seltenes Exemplar und das heute letzte bekannte Beispiel dieses Typs in der Schweiz.
Die Nutzung als Trockenturm bestand bis zur Stilllegung des Betriebs 1921. Ab 1922 wurde liquidiert. Sulzer gehörte damit zu den letzten Rotfärbstätten der Schweiz. Doch schon seit dem letzten Viertel des 19. Jahrhunderts wurde diese Trocknungsmöglichkeit wegen zurückgehender Kapazitäten nicht mehr benutzt und 1893 zum Überwintern von Topfpflanzen umgebaut. Ungenügende Heizleistung liess den Sockelbereich des Holzhauses zusehends verfaulen. Im Winter 1943/1944 hob man daher die gesamte verrottende Holzkonstruktion mithilfe von Winden an und kürzte die Höhe von unten her um knapp zwei Meter und setzte sie auf einen neu errichteten Steinsockel. Somit veränderten sich die Proportionen, das Gebäude ist dadurch nicht mehr originalgetreu, doch konnte es so mitsamt seiner Heizanlage erhalten werden.
2011 wurde der Turm in Zusammenarbeit mit der Thurgauer Denkmalpflege renoviert.

## Nutzung
Heute steht das obere Stockwerk (3. Stock) mit seinen 200 Quadratmetern als Veranstaltungsraum zur Verfügung. Da der Eigentümer in Zusammenarbeit mit dem beaufsichtigenden Denkmalamt bei der Renovierung 2011 weitgehend auf drastische bausubstanzliche Veränderungen verzichten wollte, ist dieser Raum aus feuerschutzpolizeilichen Gründen nur für maximal 99 Personen zugelassen. Im Erdgeschoss hat sich ein Steinmetz niedergelassen, in den beiden dazwischenliegenden Geschossen können Büroräume von bis zu drei Parteien genutzt werden.